# Takahē Nunatak
Der Takahē Nunatak ist ein 1100 m hoher Nunatak auf der antarktischen Ross-Insel. Er ist der nördlichere zweier 500 m auseinanderliegender Nunatakker in der Gruppe der Kea-Nunatakker und ragt 5,5 km nordnordöstlich des Gipfels von Mount Bird und des Kākāpō Nunatak auf.
Das New Zealand Geographic Board benannte den Nunatak im Jahr 2000 nach dem Takahē, dem neuseeländischen Purpurhuhn.